# Stenasellus asiaticus
Stenasellus asiaticus là một loài chân đều trong họ Stenasellidae. Loài này được Birstein & Starostin miêu tả khoa học năm 1949.